# Herrschaft Aichstetten

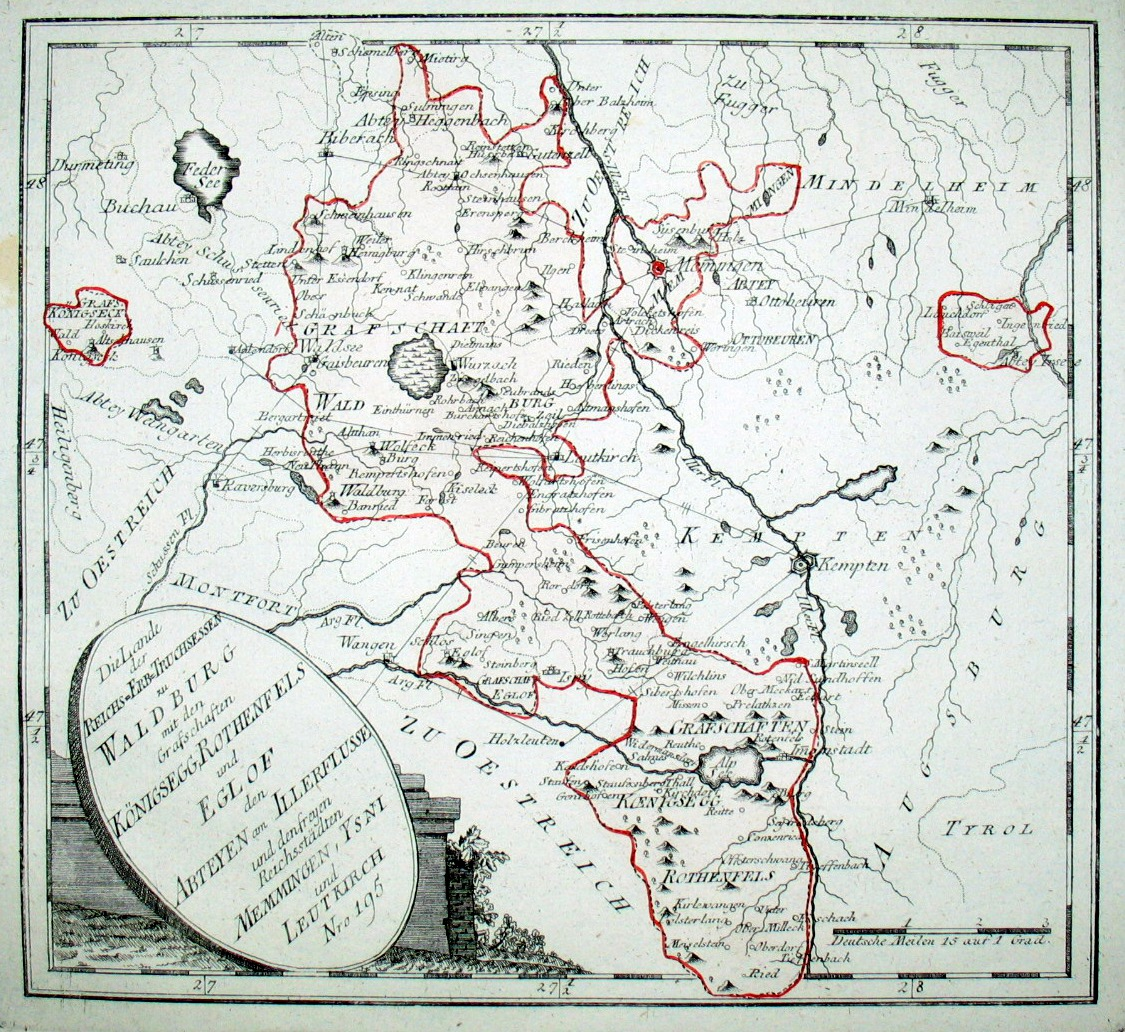
„Die Lande der Reichs-Erb-Truchsessen zu Waldburg...“ (1792/93)

Die Herrschaft Aichstetten mit Sitz auf Burg Aichstetten in Aichstetten, heute eine Gemeinde im Landkreis Ravensburg in Baden-Württemberg, wurde 1491 von den Truchsessen von Waldburg erworben. 
Im Rahmen der Mediatisierung im Jahr 1806 kam die Herrschaft Aichstetten unter die Landeshoheit von Württemberg.